# David Ezra Green
David Ezra Green (Brooklyn, 5 de agosto de 1910 — Madison, 8 de julho de 1983) foi um bioquímico americano.